# Салбертранд
Салбертранд (итал. Salbertrand) је насеље у Италији у округу Торино, региону Пијемонт.
Према процени из 2011. у насељу је живело 467 становника. Насеље се налази на надморској висини од 1006 м.

## Становништво
Према резултатима пописа становништва 2011. у општини је живело 579 становника.
| 1931. | 1936. | 1951. | 1961. | 1971. | 1981. | 1991. | 2001. | 2011. |
| ----- | ----- | ----- | ----- | ----- | ----- | ----- | ----- | ----- |
| 804   | 789   | 707   | 639   | 554   | 460   | 441   | 466   | 579   |